# بازسازی جزیره

ردوندا، جزیره‌ای در آنتیگوا و باربودا، که تلاش‌های بازسازی در آن انجام شده‌است.

بازسازی جزیره (به انگلیسی: Island restoration) یا بازسازی بوم‌شناختی جزیره (ecological restoration of islands)، کاربرد اصول بازسازی بوم‌شناختی جزایر و گروه‌های جزیره‌ای است. جزایر به دلیل انزوا، محل زندگی بسیاری از گونه‌های بومی جهان و همچنین مکان‌های مهمی برای زادآوری پرندگان دریایی و برخی از پستانداران دریایی هستند. بوم‌سازگان آنها نیز به دلیل اندازه کوچک در برابر آشفتگی‌های انسانی و به ویژه گونه‌های معرفی‌شده بسیار آسیب‌پذیر است. گروه‌های جزیره‌ای مانند نیوزلند و هاوایی دستخوش انقراض و نابودی زیستگاه‌های چشمگیری شده‌اند. از دهه ۱۹۵۰ چندین سازمان و سازمان دولتی در سراسر جهان برای بازگرداندن جزایر به حالت اولیه خود کار کرده‌اند. نیوزلند از آنها برای نگهداری جمعیت طبیعی گونه‌هایی استفاده کرده‌است که در غیر این صورت توانایی ادامه زندگی در طبیعت را نداشتند. مولفه‌های اصلی بازسازی جزیره، حذف گونه‌های معرفی‌شده و معرفی دوباره گونه‌های بومی است.

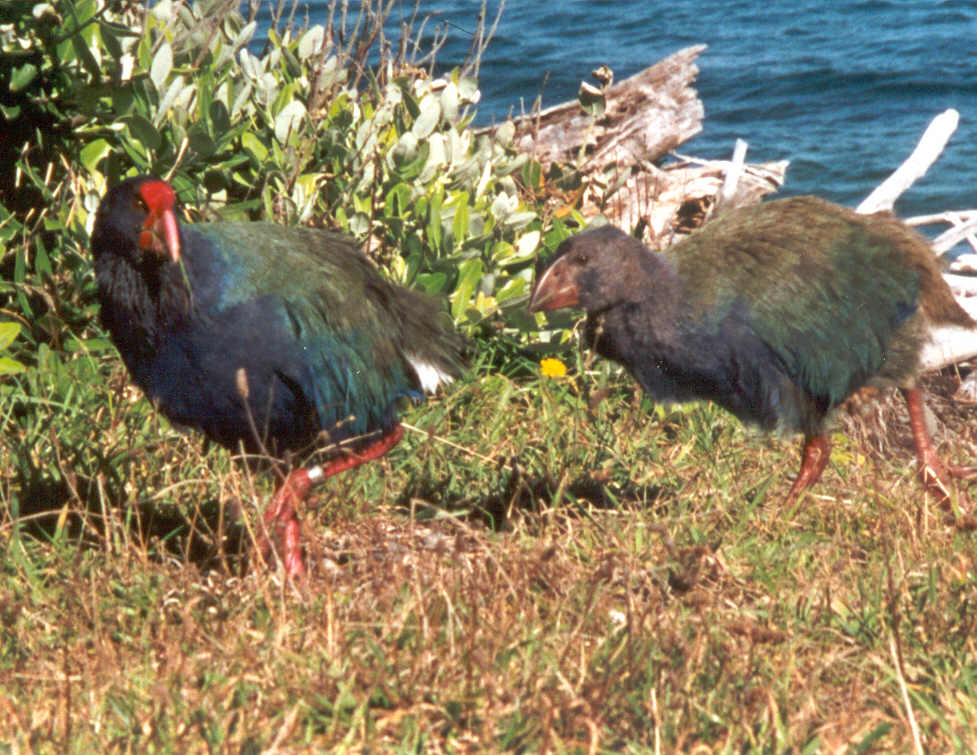
طاووسک جزیره جنوبی پس از انتقال به جزایر بازسازی‌شده مانند جزایر کاپیتی زادآوری کردند.